# 전민변정도감
전민변정도감(田民辨整都監)은 고려 후기의 개혁 기관으로서, 권문세족이 토지와 노비를 늘려 국가 기반이 크게 악화되자 이를 시정하기 위하여 설치한 임시 특별기구이다. 
공민왕 집권 기에 신돈이 왕에게 전민변정도감을 설치할 것을 청원해 설치되었다.
이에 따라 권문세족이 부당하게 빼앗은 토지와 노비를 본래의 소유주에게 돌려주거나 양민으로 해방시켰다. 이를 통하여 권문세족의 경제 기반을 약화시키고 재정 수입의 기반을 확대하려고 했다.
중기 이후 권신들은 여러 가지 방법으로 많은 토지를 사유화했다. 이로써 농민은 땅을 잃고 과중한 과세에 견디지 못하여 유민(流民)이 되거나 노예로 전락하였다. 이에 원종 10년(1269) 처음으로 전민변정도감을 두어 이러한 모순을 타개하려 하였고, 이어 충렬왕 14년(1288)과 27년(1301), 공민왕 1년(1352), 우왕 7년(1381)에도 설치하였다. 공민왕 15년(1366)에는 왕의 신임을 받던 신돈이 전민변정도감을 설치했으며, 신돈은 또한 스스로 판사가 되어 강력한 정책을 취하여 토지를 본래의 주인에게 돌려주고, 노비를 양민으로 해방해주었다. 그러나 이러한 개혁은 이인임, 임견미, 염흥방 등을 비롯한 권문세가의 반대에 부딪혀 신돈이 실각하는 한 원인이 되었다.

## 참고 자료
- 이 문서에는 다음커뮤니케이션(현 카카오)에서 GFDL 또는 CC-SA 라이선스로 배포한 글로벌 세계대백과사전의 "〈사대부 세력의 성장〉" 항목을 기초로 작성된 글이 포함되어 있습니다.